# 9936 Al-Biruni
A 9936 Al-Biruni (ideiglenes jelöléssel 1986 PN4) a Naprendszer kisbolygóövében található aszteroida. Eric Walter Elst és V. G. Ivanova fedezte fel 1986. augusztus 8-án, és a 11. századi perzsa csillagászról, Abu Rahjan Biruniról nevezték el.